# 高梁楹
高梁楹（？年—？年），湖廣人，岳池縣知縣，洊陞福建按察使司，明季爲岳池縣令。是一位政治人物，明清時曾在四川順慶府岳池縣（位於今四川東北部，武周萬歲通天二年分南充、相如二縣置，是一個千年古縣）擔任官吏。